# Луїс Міро
Луїс Міро (ісп. Luis Miró, нар. 3 березня 1913, Барселона — пом. 15 вересня 1991, Барселона) — іспанський футболіст, що грав на позиції воротаря. По завершенні ігрової кар'єри — футбольний тренер. Виступав, зокрема, за клуб «Барселона».

## Ігрова кар'єра
У дорослому футболі дебютував 1930 року виступами за команду клубу «Сантс», в якій провів два сезони. Наступні два сезони провів у «Картахені». Протягом 1933—1936 років захищав кольори команди клубу «Реал Мурсія».
З відновленням в Іспанії футбольних змагань після громадянської війни 1939 року став гравцем «Барселони», за яку відіграв 4 сезони. Завершив професійну кар'єру футболіста виступами за команду «Барселона» у 1943 році.

## Кар'єра тренера
Розпочав тренерську кар'єру, повернувшись до футболу після невеликої перерви, 1949 року, очоливши тренерський штаб клубу «Тарраса».
Надалі очолював команди клубів «Сабадель», «Реал Вальядолід», «Валенсія», «Сельта Віго», «Севілья», «Барселона», «Марсель» та «Рома».
Останнім місцем тренерської роботи був клуб «Малага», команду якого Луїс Міро очолював як головний тренер до 1966 року.
Помер 15 вересня 1991 року на 79-му році життя у місті Барселона.

## Титули та досягнення
- Володар Кубка Іспанії з футболу (1):

«Барселона»:  1942